# Bactrocera eurylomata
Bactrocera eurylomata är en tvåvingeart som först beskrevs av Hardy 1982.  Bactrocera eurylomata ingår i släktet Bactrocera och familjen borrflugor. Inga underarter finns listade.